# Sergio Alberto de Oliveira
Sergio Alberto de Oliveira é um pianista, regente, arranjador, compositor e produtor brasileiro. Radicado em Ribeirão Preto desde 1991, é membro do Conselho Curador do Theatro Pedro II dessa cidade como representante da USP, membro do Grupo Coordenador das Atividades de Cultura e Extensão da USP, Diretor Artístico e Regente Titular dos Corais da USP e do Coral Jovem Sathya Sai.

## Biografia
Sua formação musical iniciou-se aos 6 anos com a professora Rosa Lourdes Civile Mellito, de quem foi assistente aos 13 anos dando aulas de teoria musical. Também com essa idade começou a estudar no Conservatório Dramático e Musical de São Paulo com a professora Maria do Rosário Elias de Araújo (Dona Rosita). Forma-se aos 16 anos, tendo sido premiado na ocasião com duas medalhas de ouro em concursos internos. Formando-se no dia 26 de dezembro, quatro dias depois inicia estudos de piano com o professor Roberto Sabbag, com quem aprendeu técnica pianística e repertório, teve contato com músicos como Carlos Garboggini, Beth (Juarez), Regina Schlohauer, (Método Suzuki) e preparou-se para estudar no exterior.
Aos 17 anos realiza seu primeiro curso de regência coral com Hugh Ross no festival de Inverno de Campos do Jordão. No ano seguinte estuda regência com Hans Joachim Koellreuter e Bernardo Federowsky. Em junho de 1979 ganha o 2. lugar no Concurso de Piano de Piracicaba e em agosto segue para Viena para realizar provas na Academia de Música de Viena (então Hochschule für Darstellende Kunst in Wien). Ingressa na classe da professora Maria-Regina Seidlhofer com quem participou de Curso de interpretação Pianística em Tâmpere na Finlândia em 1980. Na Academia teve aulas teóricas com Friedrich Neumann, piano também com Luna Alkalay e participou de masterclasses e aulas particulares com Bruno Seidlhofer.
Teve sua estreia profissional no Brasil aos 20 anos com um recital no Theatro Municipal de São Paulo e outro no Auditório do MASP em agosto de 1980.
Retorna ao Brasil em 1981 sendo aluno então de Pietro Maranca, discípulo de Arturo Benedetti Michelangeli até sua entrada no Curso de Regência da UNICAMP em 1983. Na área da regência, participou dos mais importantes festivais, 1987), onde teve aulas com Hugh Ross, Lutero Rodrigues,, dentre outros. Graduou-se em composição e regência pela UNICAMP onde teve como professores Moacyr Del Picchia, Benito Juarez e Henrique Gregori. Foi vice-presidente do Centro Acadêmico do Instituto de Artes.
No mesmo ano que iniciou o curso de regência, foi convidado por Benito Juarez para iniciar os trabalhos para formação de um coral no campus da USP de Ribeirão Preto. Com apoio dos centros acadêmicos e do coordenador do Campus de então, Professor José Eduardo Dutra de Oliveira, o jovem maestro inicia os trabalhos, fundando então o primeiro Coral da USP fora de São Paulo.
Nesse período participou de outros festivais como Brasília/ Civebra (1984 com Manuel Ivo Cruz), Campos do Jordão (1987) e Curitiba (1988), ambos com Lutero Rodrigues e Poços de Caldas (1991 com Francesco La Vecchia).
Pela UNICAMP realizou intercâmbio na França, na cidade de Aix-en-Provence, em 1985, participando também do Ateliê de Formação Estilística, sobre a Canção Renascentista em Marselha.
Logo após sua formatura, iniciou pós-graduação cursando Mestrado em Artes. Cursou também Doutorado em Música na UNICAMP sob a orientação do Maestro Eduardo Ostergren, com pesquisa centrada no Coro-Cênico, tendo trabalhos publicados em congressos e revistas da área.
Tendo conquistado diversos prêmios desde seus 15 anos de idade, regeu centenas de concertos corais, concertos sinfônicos e óperas. Como pianista, regente, pesquisador ou palestrante, apresentou-se em países como EUA, Argentina, Áustria, Itália, Grécia, Portugal, Índia, Nova Zelândia e Espanha, levando grupos do Coral da USP-Ribeirão Preto a turnês nacionais e internacionais. Na Índia preparou em grupo representante do Brasil em 2002, onde trabalhou núcleos em diversas cidades como Belo Horizonte, São Paulo, Rio de Janeiro, Porto Alegre e Brasília.
Participou da fundação de grupos como: Orquestra Jovem Filarmonia e Grupo Ékç-Ensemble de Música Contemporânea em Campinas, Grupo MúsicaRara de música antiga em Ribeirão Preto, todos os grupos corais da USP de Ribeirão Preto, USP-Pirassununga e USP São Carlos, Sathya Sai Brasil e Infanto-Juvenil Sathya Sai. Foi regente dos corais IBM-Sumaré, Centro Médico-Unimed Ribeirão Preto, Rotary Ribeirão e Coopercitrus-Siccob-Credicitrus de Bebedouro. Atuou como regente convidado da Orquestra Sinfônica de Ribeirão Preto por diversas vezes e como professor convidado do Departamento de Música da UNICAMP. Foi professor de música e canto do Curso de Artes Cênicas do Centro Universitário Barão de Mauá de 2008 a 2012.
Ao lado da carreira artística, ocupou cargos administrativos na Universidade de São Paulo: foi Chefe da Seção de Música de 1993 a 1996, diretor do Serviço de Promoção Social da Prefeitura do Campus de Ribeirão Preto de 2000 a 2004. É Diretor Artístico e Regente Titular do Coral da USP Ribeirão Preto desde sua fundação.
Foi membro-fundador do Conselho Municipal de Cultura de Ribeirão Preto e representante da área da música e da USP de Ribeirão Preto em diferentes gestões, tendo sido também seu Vice-Presidente. Atuando intensamente na área sociocultural, recebeu, em 2004, o Título de Honra ao Mérito Cultural, outorgado pela Câmara Municipal de Ribeirão Preto.
Foi docente nas disciplinas Canto e Linguagem Musical e Metodologia de Pesquisa em Artes no Curso de Teatro do Centro Universitário Barão de Mauá, em Ribeirão Preto de 2009 a 2013.
Em 2010 assumiu a direção artística e regência da Orquestra Sinfônica Municipal de Barretos, onde permaneceu até o final de 2012. Na sua gestão realizou diversos concertos conjuntos com o Coral Coopercitrus-Credicitrus, Coral Jovem Sathya Sai, Madrigal Revivis e diversos solistas.
Participou da montagem do espetáculo Ofélia/Hamlet/Rock Machine com a Cia. Teatro de Riscos, ganhador do PROAC de 2015/2016, atuando como arranjador, compositor, preparador vocal do grupo e pianista.

## Vida pessoal
Nasceu em São Paulo em 19 de Junho de 1960 (Maternidade João Daudt d'Oliveira). Sua primeira infância passou em Suzano e Votuporanga. Aos 5 anos muda-se para São Paulo. Estudou na E.E. Conde José Vicente de Azevedo de 1971 a 1977.
Aos 19 anos muda-se para Viena, onde viveu por dois anos, retornando então ao Brasil em 1981. Em 1983 passa nos dois vestibulares que prestou, UNESP e UNICAMP, escolhendo o Curso de Regência da cidade de Campinas. Passa a trabalhar no mesmo ano na USP de Ribeirão Preto.
Conheceu a artista plástica e designer Gislaine Ribeiro em 1985, com quem se casou em 1988. No ano de sua formatura, em 1989, nasce seu primeiro filho, Victor Ribeiro Alberto de Oliveira. Estudando em Campinas e trabalhando em Ribeirão Preto durante 7 anos, muda-se definitivamente com sua família para essa cidade no final de 1991. Separam-se depois de 11 anos.
Em 1997 inicia namoro com sua ex-monitora do Coral da USP de Ribeirão Preto, Adriana Moreno. Casa-se na Índia em 2002 e no mesmo ano nasce sua filha Bianca.

## Filmografia (Gravações)

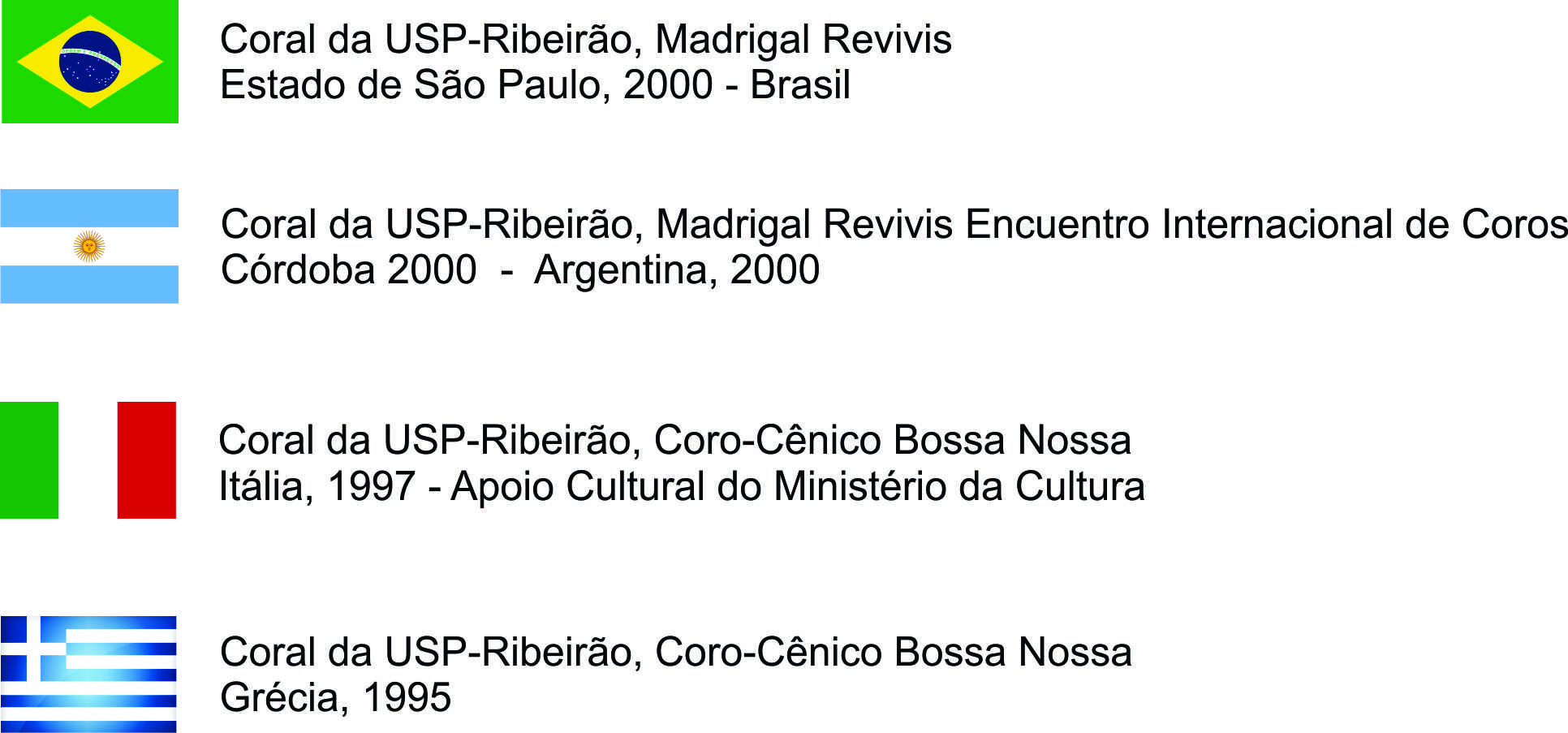

## Prêmios e Honrarias
| Ano  | Concurso                                                     | Escola                                                | Categoria | Obs.                                                                                | Premiação         |
| ---- | ------------------------------------------------------------ | ----------------------------------------------------- | --- | ----------------------------------------------------------------------------------- | ----------------- |
| 1975 | VIIº Concurso “Clarisse Leite”                               |                                                       | | São Paulo, 12 de outubro de 1975. (doc. )                                           | Finalista         |
| 1976 | VIII Concurso Nacional Estudantil de Piano “Alfredo Messina” | Conservatório Musical “Marcelo Tupinambá”             | Obtendo o IIIº Lugar do VIº Turno - Pequena Menção Honrosa                                                                                        | São Paulo, 20 de novembro de 1976. (doc. )                                          | 3º Lugar          |
| 1976 | VIII Concurso Nacional Estudantil de Piano “Alfredo Messina” | Conservatório Musical “Marcelo Tupinambá”             | Obtendo o IIº Lugar do Extra turno “Lourdes França”                                                                                               | São Paulo, 20 de novembro de 1976. (doc. )                                          | 2º Lugar          |
| 1976 | 1º Concurso de Música Erudita Brasileira                     | Conservatório Musical Lins de Vasconcelos             | Curso Estadual - Segundo Grau / Centro de Pesquisas Físicas Biológicas e Musicais / Salão Nobre do Conservatório Dramático e Musical de São Paulo |                                                                                     | 1º Lugar          |
| 1976 | Centro de Pesquisas Físicas Biológicas e Musicais            | Fundação Conservatório Dramático e M                  | Medalha de Ouro - Piano |                                                                                     | 1º Lugar          |
| 1977 | IV Concurso Jovens Instrumentistas – Brasil                  | Escola de Música de Piracicaba                        | Piano quarto ciclo | Piracicaba, 01 a 10 de julho de 1977.                                               |                   |
| 1979 | V Concurso Jovens Instrumentistas                            | Escola de Música e Prefeitura Municipal de Piracicaba | 2º Colocação - Instrumento Piano, Ciclo Terceiro                                                                                                  | Piracicaba, 28 de junho a 08 de julho de 1979. (doc. )                              | 2º Lugar          |
| 1982 | I Expo Som MPB 82 – Festival de Novos Talentos               | Conservatório Musical “Souza Lima”                    | | São Paulo, 12 de junho de 1982. (doc. )                                             | Diploma de Mérito |
| 1985 | 456º Salão Semanal de Concertos                              | Conservatório Musical “Carlos Gomes”                  | | Campinas, 24 de maio de 1985. (doc.)                                                | Honra ao mérito   |
| 1996 | Mapa Cultural Paulista 96                                    | Coral da USP-Ribeirão, Coro Cênico Bossa Nossa        | Fase Estadual | Secretaria de Estado da Cultura / Secretaria Municipal de Cultura de Ribeirão Preto | Prêmio Revelação  |
| 1998 | Mapa Cultural Paulista 98                                    | Coral da USP-Ribeirão, Madrigal Revivis               | Fase Estadual | Secretaria de Estado da Cultura                                                     | 3º Lugar          |
| 1999 | Mapa Cultural Paulista 99                                    | Coral da USP-Ribeirão, Madrigal Revivis               | Fase Estadual | Secretaria de Estado da Cultura                                                     | 1º Lugar          |

## Críticas
1. ZIGGIATI, Laerte. Uma brilhante montagem de “A Flauta Mágica”. Campinas, “Diário do Povo”, 13.03.1991, p.17.
2. OLIVEIRA, José da Veiga. Auditório. São Paulo, “Diário Popular”, 14.09.1980, p. 35.
3. FREITAG, Léa Vinocur. Coralusp: maioridade com disciplina e descontração. São Paulo, “O Estado de São Paulo”, 23.04.1985.

1. ↑  «Currículo do Sistema de Currículos Lattes (Sergio Alberto de Oliveira)». uspdigital.usp.br. Consultado em 11 de abril de 2016